# Hipposideros beatus
Hipposideros beatus је сисар из реда слепих мишева и фамилије Hipposideridae.

## Угроженост
Ова врста није угрожена, и наведена је као последња брига јер има широко распрострањење.

## Распрострањење
Ареал врсте Hipposideros beatus обухвата већи број држава. 
Врста има станиште у Судану, Нигерији, Камеруну, Републици Конго, ДР Конгу, Централноафричкој Републици (непотврђено), Обали Слоноваче, Екваторијалној Гвинеји, Гани, Либерији, Сијера Леонеу, Тогу и Габону.

## Станиште
Станишта врсте су шуме, мочварна подручја и речни екосистеми.